# Liste des maires de Claix (Isère)
Cet article fait la liste des maires et mayeurs de la ville de Claix (Isère), de 1790 à nos jours, par ordre antéchronologique.

## Liste des maires
| Période | Période  | Identité                    | Étiquette | Qualité     |
| ------- | -------- | --------------------------- | --------- | ----------- |
| 2018    | en cours | Christophe Revil            | DVC       | Journaliste |
| 1989    | 2018     | Michel Octru                | UMP       |             |
| 1983    | 1989     | Jean Marie Gavory           |           |             |
| 1977    | 1983     | Jean Baptiste Vial          |           |             |
| 1971    | 1977     | Emile Taillefer             |           |             |
| 1959    | 1971     | Auguste Colombet            |           |             |
| 1945    | 1959     | François Mignot             |           |             |
| 1944    | 1945     | Gabriel Mathieu             |           |             |
| 1941    | 1944     | Henri du Bois de Beauchesne |           |             |
| 1934    | 1941     | Gaston Bardonnanche         |           |             |
| 1929    | 1934     | Gabriel Mathieu             |           |             |
| 1919    | 1929     | Jules Blanchon              |           |             |
| 1910    | 1919     | Louis Eymard                |           |             |
| 1908    | 1910     | Claude Rolland              |           |             |
| 1902    | 1908     | Joseph Félix Vial           |           |             |
| 1900    | 1902     | Joseph Michel               |           |             |
| 1881    | 1900     | Léon Ernest Fernel          |           |             |
| 1876    | 1981     | Michel Perron               |           |             |
| 1874    | 1876     | Jean Bailly                 |           |             |
| 1870    | 1874     | Michel Perron               |           |             |
| 1870    | 1870     | Séraphin Blanc de Molinès   |           |             |
| 1865    | 1870     | Jean Bailly                 |           |             |
| 1858    | 1865     | Séraphin Blanc de Molinès   |           |             |
| 1854    | 1858     | Eugène Rousset              |           |             |
| 1849    | 1854     | Pierre Liotard              |           |             |
| 1848    | 1849     | Pierre Marie Durand         |           |             |
| 1848    | 1848     | Jacques Bonnardon           |           |             |
| 1841    | 1848     | Pierre Marie Durand         |           |             |
| 1831    | 1841     | Philibert Comte             |           |             |
| 1830    | 1831     | Neveu Laurent-Duchesne      |           |             |
| 1830    | 1830     | Félix Real                  |           |             |
| 1826    | 1830     | Jean-François d'Hugues      |           |             |
| 1815    | 1826     | Antoine Fantin              |           |             |
| 1815    | 1815     | Pierre Faucherand           |           |             |
| 1800    | 1815     | Antoine Fantin              |           |             |
| 1795    | 1800     | Charles Coffe               |           |             |
| 1795    | 1795     | Jacques Joubert             |           |             |
| 1791    | 1795     | Barthélémy Borel            |           |             |
| 1790    | 1791     | Charles Coffe               |           |             |

## Compléments